# Хонда (команда Формулы-1, 1964—1968)
Honda R & D Co. — японская команда Формулы-1, существовавшая в 1964—1968 годах. База команды находилась в Токио (1964), Амстердаме (1965—1966) и Слау (1967—1968). Команда стала первым японским коллективом в чемпионате.

## История

### 1964
Дебют в Формуле-1 состоялся в 1964 году. Команда участвует в Гран-при Германии, Италии и США лишь с одним болидом. Единственным пилотом команды был Рональд Бакнем, лучшим результатом которого стало 13-е место в Германии. Оставшиеся этапы закончились сходом.

### 1965

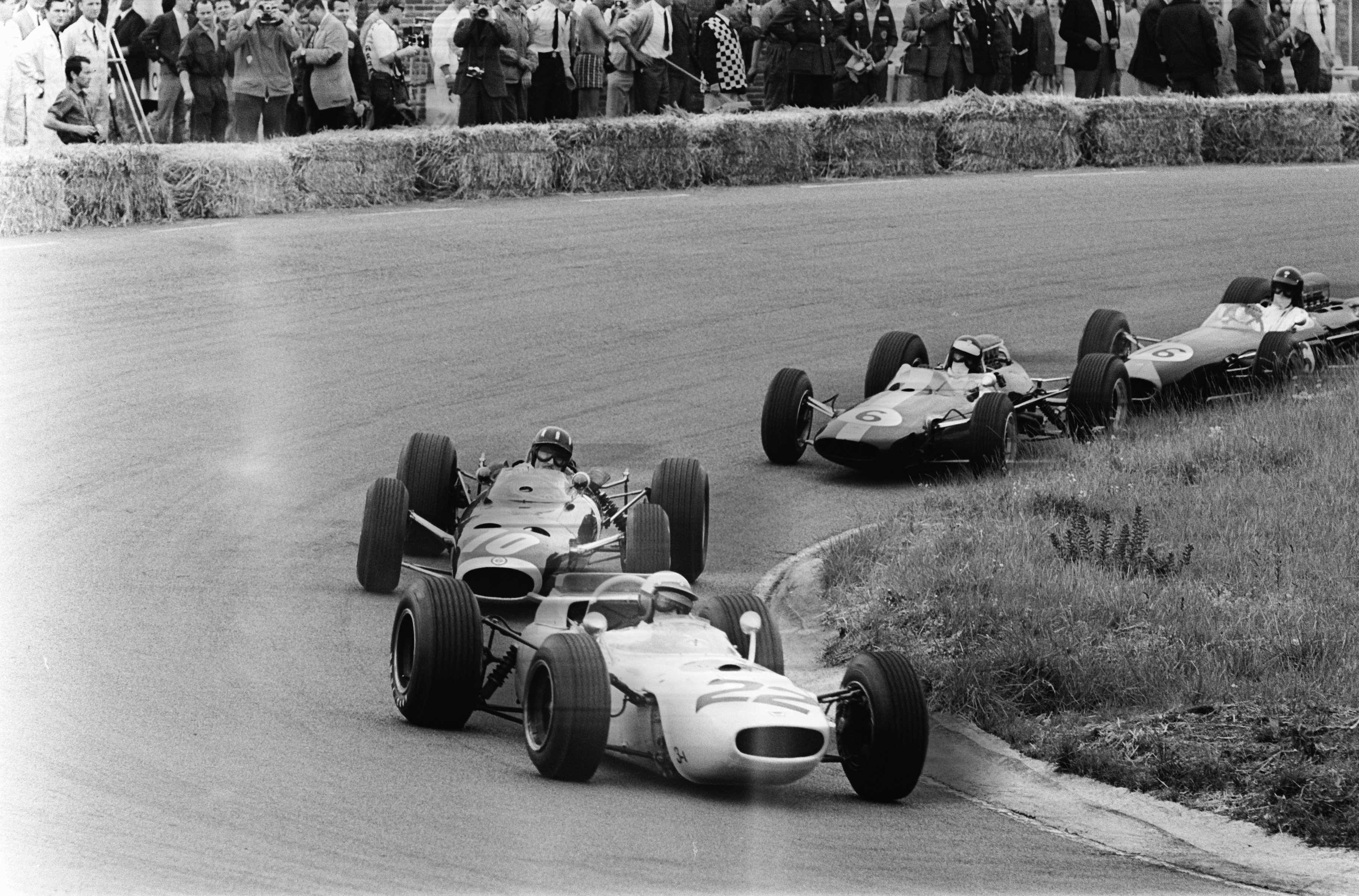
Ричи Гинтер за рулём Honda RA272 на Гран-при Нидерландов 1965 года

В 1965 году база команды перемещается из Токио в Европу. Во второй половине сезона принимает участие и вторая машина команды. Заработано первое очко в Спа благодаря усилиям американца Ричи Гинтера. На последнем этапе сезона американец завоевал первую для команды победу, а его напарник отметился попаданием в очковую зону.

### 1966
В 1966 году команда участвует только в трёх этапах в качестве подготовки к переходу на новый трёхлитровый двигатель. Лучший результат — 4-е место в Мексике, что принесло команде единственные 3 очка в сезоне.

### 1967

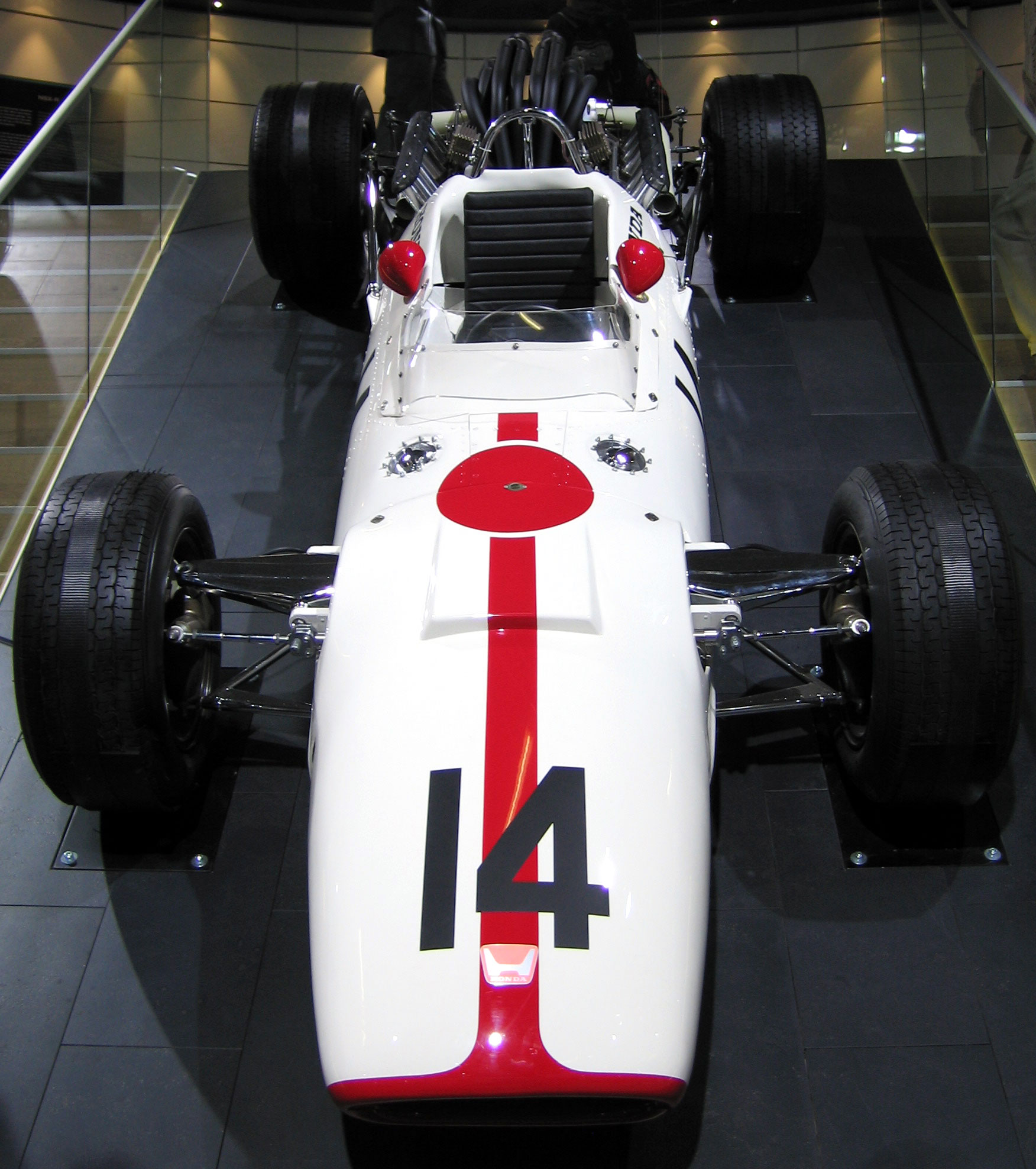
Honda RA300 — автомобиль, за рулём которого Джон Сёртис завоевал вторую (и последнюю) победу для команды Honda.

В 1967 году Джон Сёртис возвращает команду на подиум, финишируя третьим в первой гонке сезона в ЮАР. Следующей ступенькой для команды становится первая победа Сёртиса на новом шасси RA300 в Италии, что позволило команде занять четвёртое место в командном зачёте.

### 1968
В 1968 году Сёртис зарабатывает ещё два подиума во Франции и США и первый для команды поул в Италии. Команда покидает Формулу-1 после гибели Жо Шлессера во Франции.

### Наследие
Компания Honda вернулась в Формулу-1 в начале 1980-х, поставляя моторы частным командам в 1983—1992 годах. В 2000-х компания начинает сотрудничество с командой BAR, являвшейся наследницей чемпионской команды Tyrrell (сезон 1971). Honda являлась поставщиком моторов для команды в 2000—2005 годах. В 2006 году компания покупает BAR, после чего, на базе последней, создаётся заводская команда. Новообразованная команда не имела никакого отношения к исторической команде Honda и её коллективу. В 2009 году команда была продана Россу Брауну (англ. Ross Brawn).

## Результаты выступлений
| Легенда к таблице |                                                                    |
| --- | ------------------------------------------------------------------ |
| В таблице перечислены результаты всех Гран-при Формулы-1, в которых принимала участие команда. Строками таблицы являются сезоны, столбцами — этапы чемпионата мира. В каждой клетке указаны сокращённое название этапа и результаты гонщиков команды, дополнительно обозначенные цветом. Расшифровка обозначений и цветов представлена в нижеследующей таблице. |                                                                    |
| \| Пример \| Описание \| \| ------------ \| ------------------------------------------------------------------ \| \| 1 \| Победитель \| \| 2 \| Второе место \| \| 3 \| Третье место \| \| 5 \| Финишировал, заработав очки \| \| Сход \| Не финишировал, но при этом заработал очки \| \| 12 \| Финишировал, не получив очков \| \| НКЛ \| Финишировал, но не попал в финальную классификацию \| \| 15 \| Участвовал вне зачёта, либо по отдельной классификации \| \| 18 \| Не финишировал, но попал в финальную классификацию \| \| Сход \| Не финишировал \| \| НКВ \| Не прошёл квалификацию \| \| НПКВ \| Не прошёл предквалификацию \| \| ДСК \| Дисквалифицирован \| \| ИСК \| Исключён из протокола соревнований \| \| ТТ \| Заявлен для участия только в тренировках \| \| НС \| Участвовал в квалификации, но не стартовал в гонке \| \| Т \| Травмирован или болен \| \| ОТК \| Отказ от участия \| \| НТР \| Прибыл на соревнования, но на трассу не выезжал \| \| НПР \| Был заявлен в числе участников, но не прибыл к началу соревнований \| \| О \| Соревнования отменены \| \| \| Не участвовал \| \| Поул-позиция \| \| \| Быстрый круг \| \| |                                                                    |
| Пример | Описание                                                           |
| 1 | Победитель                                                         |
| 2 | Второе место                                                       |
| 3 | Третье место                                                       |
| 5 | Финишировал, заработав очки                                        |
| Сход | Не финишировал, но при этом заработал очки                         |
| 12 | Финишировал, не получив очков                                      |
| НКЛ | Финишировал, но не попал в финальную классификацию                 |
| 15 | Участвовал вне зачёта, либо по отдельной классификации             |
| 18 | Не финишировал, но попал в финальную классификацию                 |
| Сход | Не финишировал                                                     |
| НКВ | Не прошёл квалификацию                                             |
| НПКВ | Не прошёл предквалификацию                                         |
| ДСК | Дисквалифицирован                                                  |
| ИСК | Исключён из протокола соревнований                                 |
| ТТ | Заявлен для участия только в тренировках                           |
| НС | Участвовал в квалификации, но не стартовал в гонке                 |
| Т | Травмирован или болен                                              |
| ОТК | Отказ от участия                                                   |
| НТР | Прибыл на соревнования, но на трассу не выезжал                    |
| НПР | Был заявлен в числе участников, но не прибыл к началу соревнований |
| О | Соревнования отменены                                              |
| | Не участвовал                                                      |
| Поул-позиция |                                                                    |
| Быстрый круг |                                                                    |

| Сезон | Шасси | Двигатель            | Ш   | Пилоты         | 1   | 2    | 3    | 4    | 5    | 6    | 7    | 8    | 9    | 10   | 11  | 12   | Очки | КК |
| ----- | ----- | -------------------- | --- | -------------- | --- | ---- | ---- | ---- | ---- | ---- | ---- | ---- | ---- | ---- | --- | ---- | ---- | -- |
| 1964  | RA271 | Honda RA271E 1.5 V12 | D   |                | МОН | НИД  | БЕЛ  | ФРА  | ВЕЛ  | ГЕР  | АВТ  | ИТА  | США  | МЕК  |     |      | 0    | —  |
| 1964  | RA271 | Honda RA271E 1.5 V12 | D   | Рональд Бакнем |     |      |      |      |      | 13   |      | Сход | Сход |      |     |      | 0    | —  |
| 1965  | RA272 | Honda RA272E 1.5 V12 | G   |                | ЮАР | МОН  | БЕЛ  | ФРА  | ВЕЛ  | НИД  | ГЕР  | ИТА  | США  | МЕК  |     |      | 11   | 6  |
| 1965  | RA272 | Honda RA272E 1.5 V12 | G   | Рональд Бакнем |     | Сход | Сход | Сход |      |      |      | Сход | 13   | 5    |     |      | 11   | 6  |
| 1965  | RA272 | Honda RA272E 1.5 V12 | G   | Ричи Гинтер    |     | Сход | 6    | Сход | Сход | 6    |      | 14   | 7    | 1    |     |      | 11   | 6  |
| 1966  | RA273 | Honda RA273E 3.0 V12 | G   |                | МОН | БЕЛ  | ФРА  | ВЕЛ  | НИД  | ГЕР  | ИТА  | США  | МЕК  |      |     |      | 3    | 8  |
| 1966  | RA273 | Honda RA273E 3.0 V12 | G   | Рональд Бакнем |     |      |      |      |      |      |      | Сход | 8    |      |     |      | 3    | 8  |
| 1966  | RA273 | Honda RA273E 3.0 V12 | G   | Ричи Гинтер    |     |      |      |      |      |      | Сход | НКЛ  | 4    |      |     |      | 3    | 8  |
| 1967  | RA273 | Honda RA273E 3.0 V12 | G F | Джон Сёртис    | ЮАР | МОН  | НИД  | БЕЛ  | ФРА  | ВЕЛ  | ГЕР  | КАН  | ИТА  | США  | МЕК |      | 20   | 4  |
| 1967  | RA273 | Honda RA273E 3.0 V12 | G F | Джон Сёртис    | 3   | Сход | Сход | Сход |      | 6    | 4    |      |      |      |     |      | 20   | 4  |
| 1967  | RA300 | Honda RA273E 3.0 V12 | G F | Джон Сёртис    |     |      |      |      |      |      |      |      | 1    | Сход | 4   |      | 20   | 4  |
| 1968  | RA300 | Honda RA273E 3.0 V12 | F   |                | ЮАР | ИСП  | МОН  | БЕЛ  | НИД  | ФРА  | ВЕЛ  | ГЕР  | ИТА  | КАН  | США | МЕК  | 14   | 6  |
| 1968  | RA300 | Honda RA273E 3.0 V12 | F   | Джон Сёртис    | 12  |      |      |      |      |      |      |      |      |      |     |      | 14   | 6  |
| 1968  | RA301 | Honda RA301E 3.0 V12 | F   | Джон Сёртис    |     | Сход | Сход | Сход | Сход | 2    | 5    | Сход | Сход | Сход | 3   | Сход | 14   | 6  |
| 1968  | RA301 | Honda RA301E 3.0 V12 | F   | Дэвид Хобс     |     |      |      |      |      |      |      |      | Сход |      |     |      | 14   | 6  |
| 1968  | RA301 | Honda RA301E 3.0 V12 | F   | Йо Бонниер     |     |      |      |      |      |      |      |      |      |      |     | 5    | 14   | 6  |
| 1968  | RA302 | Honda RA302E 3.0 V8  | F   | Жо Шлессер     |     |      |      |      |      | Сход |      |      |      |      |     |      | 14   | 6  |